# Gavriil Pusjin
Gavriil Jefremovitj Pusjin (ryska: Гавриил Ефремович Пушин), född 1896 i Jekaterinoslav i guvernementet Nya Ryssland i Kejsardömet Ryssland (nu Dnipro i Ukraina), död 1 februari 1937 i Moskva, var en sovjetisk ingenjör. Han var biträdande chefsingenjör inom Folkkommissariatet för tung industri (Narkomtiazjprom).

## Biografi
I samband med den stora terrorn greps Pusjin i oktober 1936 och åtalades vid den andra Moskvarättegången; enligt åtalet skulle Pusjin ha organiserat sabotage. Pusjin dömdes till döden och avrättades genom arkebusering den 1 februari 1937. Han och de andra avrättade begravdes på Nya Donskojkyrkogården. Pusjin rehabiliterades år 1963.